# 秋葉弘道
秋葉 弘道（あきば ひろみち、1968年（昭和43年） - ）は、日本の経営者。スーパーマーケット「アキダイ」の社長。

## 経歴
東京都で生まれる。その後、埼玉県入間郡富士見町（現在は富士見市）に引っ越し、さらに三芳町へ転居する。小学生時代は極度の口下手であったが、中学時代は体育祭の応援団の団長に挑戦したり、高校時代では生徒会長を経験するなどし、口下手の克服に挑む。
高校1年生から八百屋でのアルバイトを始め、これが天職との出会いになった。アルバイトでは先輩の接客を観察し、接客対応が売上に直結することに気づく。秋葉は自分なりの客との会話を工夫し、1日に130箱の桃を販売するなどの成果を上げ、市場内では「天才桃売り少年」と言われ有名となった。また、就業時間外にも店の開店準備を手伝うなどの行動が評価され、バイト2年目には売場の値付まで担当するようになった。
埼玉県立狭山工業高等学校を卒業後、家計を助けるために、大崎電気工業に就職する。同社でも実力が認められ出世候補とも言われたが、高校時代の3年間汗を流した八百屋でのアルバイト経験が忘れられず、同社を1年ほどで退社し、かつての八百屋に正社員として就職する。出戻りとなった八百屋では仕入から販売までの流れを体に刻み込んだ。毎朝5時半には市場へ出向き、買い付けた商品をトラックに積み、卸業者から青果の目利きや産地や天候の状況を把握した価格交渉力を学んだ。顧客や市場関係者と信頼関係を構築し、3年後には22歳で店長を任せられ、業界内では「数十年にひとりの逸材」と話題になった。しかし秋葉は八百屋が本当に自分にとっての天職なのか確かめるため、運送業への転職を決める。だが、転職後も仕事中に近所の八百屋を見学したり、八百屋を開店できそうな空き物件を探したりするうちに、自分の店を開く気持ちが高まっていった。
そして東京都練馬区関町にアキダイの1号店をオープンする。縁のない練馬区に店を構えたのは、信頼のない若者にテナントを貸してくれる人がおらず苦戦する中で、たまたま練馬のテナントの大家の娘が当時23歳の秋葉と同い年であることが判明し、「娘と同い年だから」と大家からの協力を取り付けたからである。秋葉は「門前払いが続く中で人の有り難みが分かった」と回想している。しかし、開店後も駅から離れた住宅地という立地条件もあり、開店から1時間半もの間、客がこないこともあるほど、売上が低迷する。だが、応援してくれている大家や開業資金を貸してくれた家族の存在もあり、「あと1年間は何が何でも頑張る」と決意を固める。秋葉はアルバイト時代に身に着けた接客トークや商品の知識をフル活用し、全力で接客するうちに品揃えや野菜についての知識が客から評判となり、口コミによって1年後には繁盛店となった。その後、アキダイは千葉県松戸市や府中市、杉並区や世田谷区にも店を構え、飲食店なども含めると全12店舗で従業員数が200名以上の年商40億円を超える店に発展する。会社が軌道に乗った現在でも秋葉は毎朝市場に出向き、業者とコミュニケーションをとり、商品を買い付けている。

## メディアへの出演
秋葉がテレビに出演し始めたのは2009年頃からである。1日に複数件の取材は日常茶飯事であり、テレビ局のスタッフが店頭で順番待ちをしていることもあるという。当日のアポでもよほどのことがない限り対応するという。「青果業界の今を伝えるのが自分の使命」だといい、すべてノーギャラで取材に応じている。あまりにもテレビに出るため、秋葉のモノマネ芸人が現れたり、バラエティ番組にも出演した。2020年には300本以上のテレビ番組に出演した。

## 著書
- 『いつか小さくても自分の店を持つことが夢だった スーパーアキダイ式経営術』 2022年4月15日初版 ISBN 978-4-59-409119-4[5]